# Radana Korená
Radana Korená (* 23. května 1973 Kopřivnice) je od roku 2010 předsedkyně Asociace českých filmových klubů a ředitelka festivalu Letní filmová škola Uherské Hradiště.

## Život
Vystudovala obor teorie a dějiny divadla, filmu a masmédií na Univerzitě Palackého v Olomouci a management v kultuře na Filozofické fakultě Masarykovy univerzity.
V minulosti byla vedoucí kopřivnického kina, ve městě spoluzaložila filmový klub. V září 2010 se stala předsedkyní Asociace českých filmových klubů a ředitelkou Letní filmové školy v Uherském Hradišti. V srpnu 2021 obdržela na 47. Letní filmové škole Výroční cenu AČFK.